# Huracán John (2006)
El huracán John fue el undécimo tormenta nombrada, la séptima huracán y el quinto huracán mayor de la temporada de huracanes del Pacífico de 2006. John se desarrolló el 28 de agosto desde una onda tropical al suroeste de México. Las condiciones favorables permitieron que la tormenta se intensificara rápidamente y alcanzó vientos máximos de 130 mph (215 km/h) el 30 de agosto. Los ciclos de reemplazo de la pared y la interacción con el occidente de México debilitaron el huracán y John tocó tierra en el sureste de Baja California Sur con vientos de 110 mph (175 km/h) el 1 de septiembre. Poco a poco se debilitó a medida que avanzaba hacia el noroeste a través de la península de Baja California, y se disipó el 4 de septiembre. La humedad de los remanentes de la tormenta entró en el suroeste de los Estados Unidos.
El huracán amenazó a gran parte de la costa occidental de México, lo que provocó la evacuación de decenas de miles de personas. En las partes costeras del occidente de México, los fuertes vientos derribaron los árboles, mientras que las fuertes lluvias provocaron deslaves. El huracán John causó daños moderados en la península de Baja California, incluida la destrucción de más de 200 casas y miles de chabolas endebles. El huracán mató a cinco personas en México y el daño totalizó $ 663 millones (2006 MXN, $ 60.9 millones en 2006 USD). En el sudoeste de los Estados Unidos, la humedad de los remanentes de John produjo fuertes lluvias. La lluvia ayudó a las condiciones de sequía en partes del norte de Texas, aunque fue perjudicial en lugares que habían recibido lluvias superiores a lo normal durante todo el año.

## Historia metorológica
La onda tropical que se convertiría en una tormenta se movió de la costa de África el 17 de agosto. Ingresó al Océano Pacífico oriental el 24 de agosto, y rápidamente mostró signos de organización. Esa noche, las clasificaciones de Dvorak se iniciaron en el sistema mientras estaba justo al oeste de Costa Rica, y se desplazó hacia el oeste-noroeste a 10-15 mph (15-25 km/h). Las condiciones parecían favorables para un mayor desarrollo, y la convección aumentó tarde el 26 de agosto en el área de baja presión. Temprano el 27 de agosto, el sistema se organizó mucho a unas 250 millas (400 km) al sursudoeste de Guatemala, aunque la convección se mantuvo mínima. A principios del 28 de agosto, las bandas aumentaron en su convección organizativa, y el sistema se convirtió en depresión tropical Once-E.
Debido a la baja cantidad de cizalladura vertical, aguas muy cálidas y humedad abundante, se pronosticó una intensificación constante, y la depresión se fortaleció a la tormenta tropical que llevó el nombre de John más tarde el 28 de agosto. La convección profunda continuó desarrollándose durante la tormenta, mientras que una característica del ojo se desarrolló dentro de la expansión del denso central. La tormenta continuó intensificándose, y John alcanzó el estado de huracán el 29 de agosto, mientras que 190 millas (305 km) al sursureste de Acapulco. Las características de anillamiento continuaron aumentando a medida que el huracán se movía hacia el oeste-noroeste en la periferia suroeste de una cresta de nivel medio-alto sobre el norte de México. El huracán se intensificó rápidamente y John alcanzó un estatus de huracán mayor 12 horas después de convertirse en huracán. Poco después, el ojo se oscureció y la intensidad se mantuvo en 115 mph (185 km/h) debido a un ciclo de reemplazo de la pared del ojo. Sin ha formado un nuevo ojo, y basado en datos de Cazadores de huracanes, el huracán alcanzó  la categoría 4 en la escala de Huracanes de Saffir-Simpson el 30 de agosto a 160 millas (260 km) al oeste de Acapulco, o 95 millas (155 km) al sur de Lázaro Cárdenas, Michoacán. Horas más tarde, el huracán se sometió a otro ciclo de reemplazo de la pared del ojo, y posteriormente se debilitó como categoría 3 ya que era paralela a la costa mexicana a poca distancia de la costa.

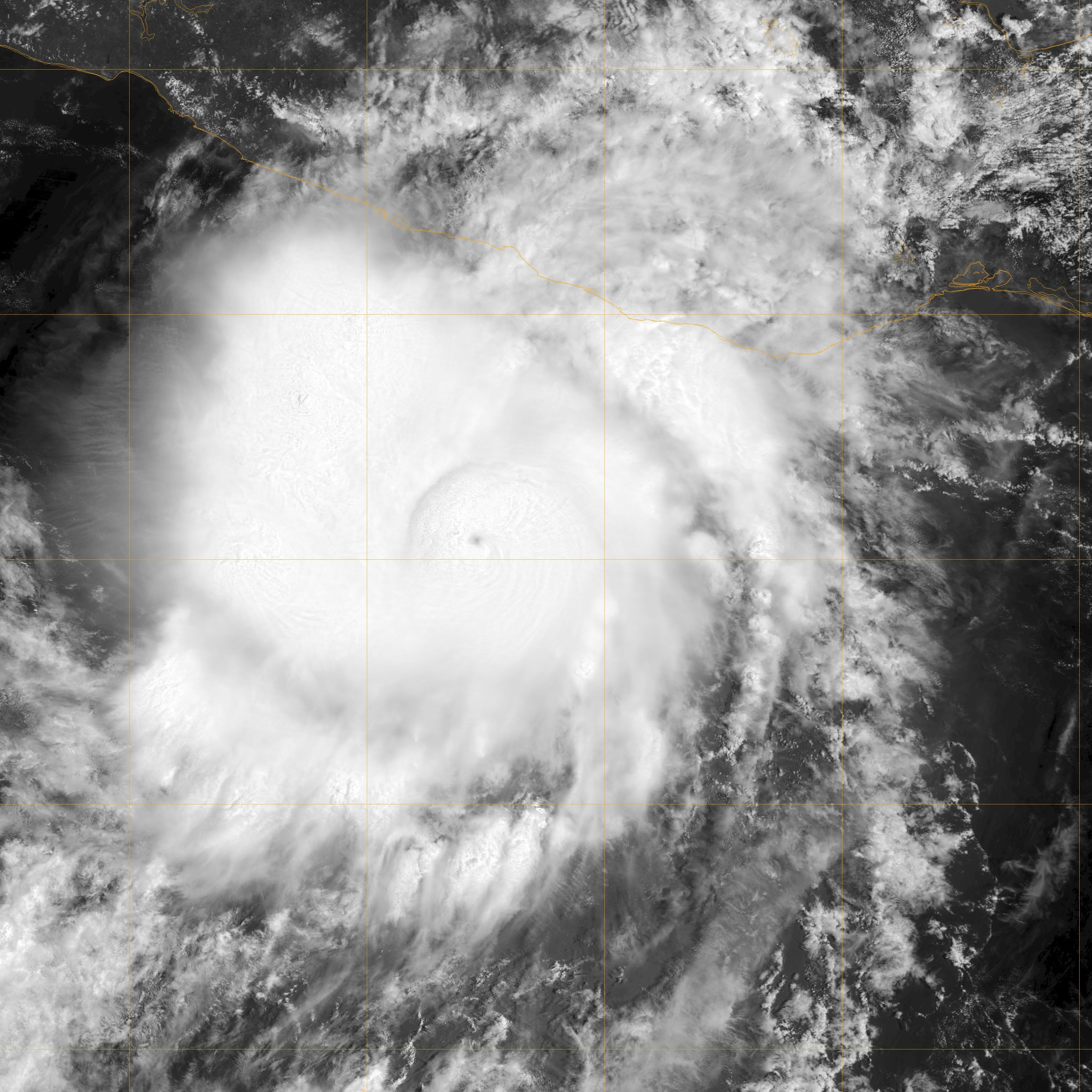
El huracán John se intensificó rápidamente en la costa de Guerrero el 29 de agosto

Debido a la interacción de la tierra y el ciclo de reemplazo de la pared del ojo, John se debilitó a un huracán de 105 mph (170 km/h) el 31 de agosto a última hora, pero se reforzó con un gran huracán poco después a medida que su ojo se definió mejor. Después de completar otro ciclo de reemplazo de la pared del ojo, el huracán nuevamente se debilitó como categoría 2, y el 1 de septiembre, tocó tierra en Cabo del Este en el extremo sur de Baja California Sur con vientos de 110 mph (180 km/h). John pasó cerca de La Paz como un huracán de categoría 1 en debilitamiento el 2 de septiembre, y se debilitó a una tormenta tropical poco después de tocar tierra. John siguió debilitándose y a última hora del 3 de septiembre, el sistema se deterioró hasta convertirse en depresión tropical mientras aún se extendía por la tierra.
El 4 de septiembre, la mayor parte de la convección se desacopló de la circulación hacia el territorio continental de México, y no se pudo discernir una circulación clara durante 24 horas. Basado en la desorganización del sistema, el Centro Nacional de Huracanes emitió su último aviso sobre el sistema.

## Preparativos
El ejército mexicano y los servicios de emergencia estaban estacionados cerca de la costa, mientras que las clases en las escuelas públicas de Acapulco y sus alrededores fueron canceladas. Funcionarios en Acapulco aconsejaron a los residentes en áreas bajas estar en alerta, y también instaron a los pescadores a regresar al puerto. Las autoridades en las ciudades gemelas de Ixtapa y Zihuatanejo cerraron el puerto a pequeñas embarcaciones oceánicas. Los funcionarios del gobierno del estado de Jalisco declararon una evacuación obligatoria para 8.000 ciudadanos en las zonas bajas a 900 refugios temporales. También se establecieron refugios temporales cerca de Acapulco. El estado de Michoacán estaba en alerta amarilla, en el medio de un sistema de alerta de cinco niveles. La Carnival Cruise Lines desvió el camino de un crucero que viajaba a lo largo de las aguas del Pacífico frente a México.
El 31 de agosto, el gobierno estatal de Baja California Sur ordenó la evacuación de más de 10,000 residentes. Aquellos que se negaron a seguir la orden de evacuación habrían sido obligados a evacuar por el ejército. Se establecieron refugios para permitir que los residentes locales y los turistas salgan de la tormenta. Apenas unas semanas después de una gran inundación en el área, las autoridades evacuaron a cientos de ciudadanos en Las Presas, en el norte de México, cerca de una represa. Todas las escuelas públicas en el área estaban cerradas, también.
El Servicio Meteorológico Nacional de los Estados Unidos emitió advertencias y alertas de inundación para partes de Texas y los dos tercios del sur de Nuevo México.

## Impactos

### México

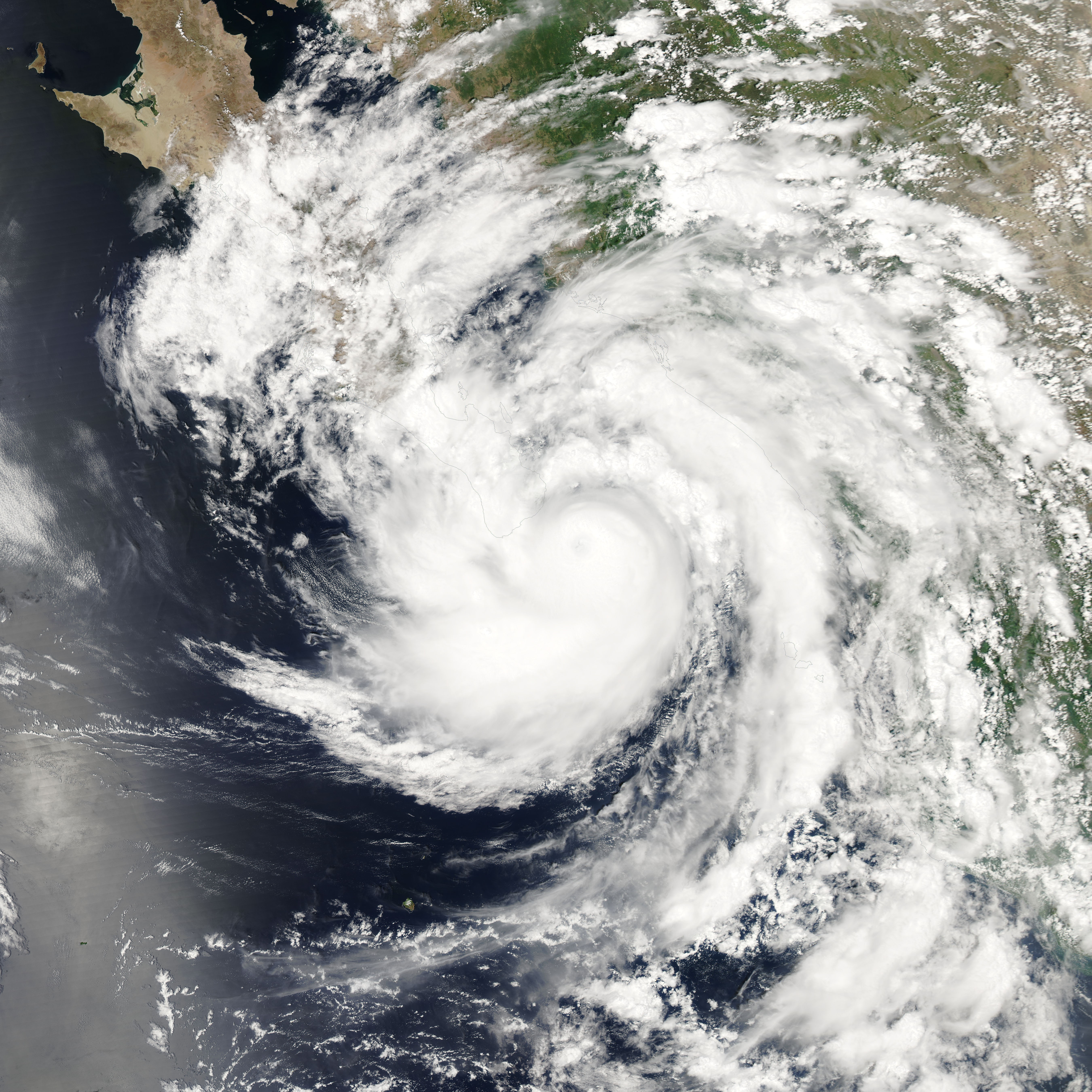
El huracán John se aproxima a la península de Baja California el 1 de septiembre

Los poderosos vientos del huracán John produjeron fuertes olas y árboles caídos cerca de Acapulco. El huracán produjo una marejada ciclónica de 10 pies (3 m) en Acapulco que inundó las carreteras costeras. Además, John causó fuertes lluvias a lo largo de la costa occidental de México, con un máximo de 12.5 pulgadas (317.5 mm) en Los Planes, Jalisco. La lluvia provocó deslizamientos de tierra en la región de Costa Chica en Guerrero, dejando alrededor de 70 comunidades aisladas.
En La Paz, capital de Baja California Sur, el huracán derribó 40 postes de energía. Las autoridades cortaron el suministro de energía a la ciudad para evitar que las electrocuciones caigan en los cables. Fuertes vientos derribaron árboles y destruyeron muchas señales publicitarias. Fuertes lluvias que totalizaron más de 20 pulgadas (500 mm) en áreas aisladas resultaron en inundaciones profundas, cerrando muchas carreteras además del aeropuerto de La Paz..En La Paz, 300 familias recibieron daños a sus hogares, y otras 200 familias quedaron sin hogar después de que sus casas fueron destruidas. La combinación de vientos y lluvia destruyó miles de casas frágiles en toda la región. La lluvia también destruyó grandes áreas de cultivos y también mató a muchos animales. La lluvia causó el desbordamiento de la represa Iguagil en Comondú, aislando 15 ciudades debido a inundaciones de 4 pies (1.5 m). En la ciudad costera de Mulegé, las inundaciones repentinas causaron daños generalizados en toda la ciudad y la muerte de un ciudadano de los Estados Unidos. Más de 250 casas fueron dañadas o destruidas en la ciudad, dejando a muchas personas sin hogar. Las graves inundaciones bloquearon porciones de la Carretera Federal 1 y dañaron un acueducto en la región.
En total, el huracán John destruyó cientos de casas y destruyó los techos de 160 casas en la península de Baja California. Cinco personas murieron y el daño en México ascendió a $663 millones (2006 MXN, $60.8 millones en 2006 USD).
En Ciudad Juárez, Chihuahua, al otro lado de la frontera con los Estados Unidos desde El Paso (Texas), Texas, la lluvia de los remanentes de la tormenta inundó 20 vecindarios, derribó líneas eléctricas y provocó varios accidentes de tránsito. La lluvia de John, combinada con la precipitación continua durante las dos semanas previas a la tormenta, dejó a miles de personas sin hogar.

### Estados Unidos

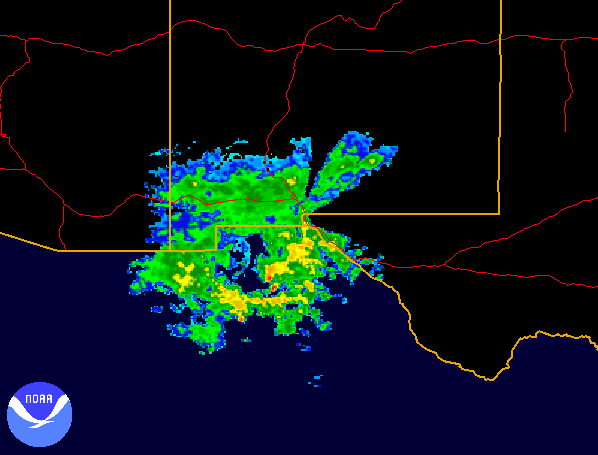
La humedad de John en el suroeste de los Estados Unidos

La humedad de los restos de John se combinó con un frente frío que se aproxima para producir cantidades moderadas de lluvia en el suroeste de los Estados Unidos, incluido un total de 8 pulgadas (200 mm) en Whitharral y más de 3 pulgadas (75 mm) en El Paso, Texas. La lluvia inundó muchas carreteras en el suroeste de Texas, incluyendo una porción de ½ milla (800 m) de la Interestatal 10 en El Paso. Una pista resbaladiza en el aeropuerto internacional de El Paso retrasó un avión de Continental Airlines cuando sus neumáticos estaban atascados en el barro. La lluvia de John en El Paso, combinada con un año inusualmente húmedo, resultó en el doble de la precipitación anual normal, y causó que 2006 sea el noveno año más lluvioso registrado en septiembre. El daño totalizó alrededor de $100,000 (2006 USD) en el área de El Paso por la precipitación. En el norte de Texas, la lluvia alivió una sequía severa, causó que el Río Double Mountain Fork Brazos se hinchara y el Lago Alan Henry se desborda. El Departamento de Transporte de Texas cerró numerosas carreteras debido a las inundaciones causadas por las precipitaciones, incluida una parte de la ruta 385 de los Estados Unidos cerca de Levelland. Varios otros caminos fueron arrasados.
La humedad derivada de John también produjo lluvias en el sur de Nuevo México, con un máximo de 5,25 pulgadas (133 mm) en Ruidoso. La lluvia desbordó los ríos, obligando a las personas a evacuar a lo largo del Río Ruidoso. La lluvia también causó inundaciones de carreteras aisladas. La lluvia en Nuevo México canceló un festival anual de vino en Las Cruces y causó condiciones de barro en All American Futurity en Ruidoso Downs, el día más grande de las carreras de caballos en Nuevo México. Las inundaciones fueron severas en Mesquite, Hatch y Rincón, donde muchas casas experimentaron inundaciones y deslizamientos de lodos de 4 pies (1.5 m). Algunos propietarios perdieron todo lo que poseían. La humedad tropical de la tormenta también produjo lluvias en Arizona y el sur de California. En California, la lluvia produjo ocho aludes de lodo, que atraparon a 19 vehículos, pero no causaron heridos.

## Consecuencias
Las sucursales de la Cruz Roja Mexicana en Guerrero, Oaxaca y Michoacán se pusieron en alerta. El equipo nacional de respuesta a emergencias de la organización estuvo a disposición para ayudar a las áreas más afectadas. Los helicópteros de la Armada entregaron alimentos y agua a áreas remotas de la península de Baja California. La Cruz Roja Mexicana envió 2,000 paquetes de alimentos al extremo sur de Baja California Sur. En la ciudad de Mulegé, el suministro de gas, que era necesario para el funcionamiento de los generadores, era bajo, el agua potable había desaparecido y la pista de aterrizaje estaba cubierta de lodo. Muchos residentes sin hogar al principio se quedaron con amigos o en albergues administrados por el gobierno. En toda la península de Baja California, miles permanecieron sin agua o electricidad dos días después de la tormenta, aunque un piloto de Phoenix se preparó para volar al área del desastre con 380 litros de agua. Se esperaba que otros pilotos ejecutaran vuelos similares, también. La oficina del Turismo de Baja California Sur indicó que se produjo un daño mínimo en la infraestructura del turismo, con solo retrasos mínimos en los aeropuertos, las carreteras y las instalaciones marítimas. La Beneficencia y Desarrollo Episcopal entregan alimentos, ropa, medicina y transporte a unas 100 familias, y dieron colchones a alrededor de 80 familias.
Muchos residentes en Tucson, incluidos más de 50 estudiantes, entregaron suministros a las víctimas de las inundaciones en Nuevo México, incluyendo ropa y otras donaciones.